# Stjepan Vladimir Letinić
Stjepan Vladimir Letinić (Savar, Dugi otok, 19. rujna 1935. − 23. travnja 2018.), hrvatski agronom, književnik (pjesnik) i novinar.

## Životopis
Rodio se u Savru na Dugom otoku 19. rujna 1935. g. 
Od 1944. do 1946. godine bio je sudionikom zbjega u El Shattu. Nakon toga s roditeljima seli u Vinkovce. Završio je studij agronomije u Osijeku. Kao člana Matice hrvatske i sudionika Hrvatskoga proljeća progonio ga je jugokomunistički režim, što je potrajalo sve do 90-ih godina prošloga stoljeća. Godine 1991. postaje dragovoljcem Domovinskoga rata. Nekoliko puta ranjen.
.

## Djela
Objavio je zbirke poezije:
- Mirte i maestrali (1967.)
- Zaljubljeni vidici (1968.)
- Čempresi u rodnom selu (1968.)
- Naga snoviđenja (1969.)
- Gravitacije (1974.)
- Peludi (1975.)
- Rastrožbe (1982.)
- Bojovnički psalmi (1995.)

## Nagrade i priznanja
Dobio je 1997. Plaketu sv. Kvirina za inicijativu pokretanja Kvirinovih poetskih susretâ.
Zastupljen u antologiji hrvatske ratne lirike U ovom strašnom času.